# (17842) Jorgegarcia
(17842) Jorgegarcia (1998 HN98) – planetoida z pasa głównego asteroid okrążająca Słońce w ciągu 4,26 lat w średniej odległości 2,63 j.a. Odkryta 21 kwietnia 1998 roku.